# Ataenius spretulus
Ataenius spretulus är en skalbaggsart som beskrevs av Samuel Stehman Haldeman 1848. Ataenius spretulus ingår i släktet Ataenius och familjen Aphodiidae. Inga underarter finns listade.